# Ksani
Der Ksani (georgisch ქსანი; ossetisch Чысандон/ Čysandon) ist ein Fluss in Zentralgeorgien und in Südossetien. 
Er entsteht als Abfluss des Sees Kelistba am Südhang des Großen Kaukasus, fließt nach Süden, passiert die Stadt Achalgori und mündet 35 km nordwestlich von Tiflis in die Kura. 
Am Fluss befinden sich neben der Stadt Achalgori, Hauptstadt des gleichnamigen Rajons, nahe der Mündung auch die Überreste der Festung von Ksani. Auch die historische georgische Provinz, die sich über das Tal des Ksani und die benachbarten Täler erstreckte, trug den Namen des Flusses.